# Jordanita anatolica
Jordanita anatolica is een vlinder uit de familie bloeddrupjes (Zygaenidae). De wetenschappelijke naam is voor het eerst geldig gepubliceerd in 1929 door Naufock.
De soort komt voor in Europa.